# ふれあいの里どんぐり
ふれあいの里どんぐり（ふれあいのさとどんぐり）は、埼玉県入間郡毛呂山町にあるろう重複障害者専門施設である。

## 歴史
- 1985年6月 - どんぐりの会結成
- 1986年10月 - 大宮市（現：さいたま市西区）大字三条町にて、どんぐりの家開所
- 1987年4月 - 埼玉県立坂戸ろう学校（現：埼玉県立特別支援学校坂戸ろう学園）の卒業生を受け入れ、関東初のろう重複障害者の共同作業所としてスタート
- 1989年4月 - 大宮市（現：さいたま市西区）中釘に移転
- 1991年10月 - 「ふれあいの里・どんぐりをつくる会」を結成
- 1996年1月 - ろう重複障害者専門施設として毛呂山町に移転、開所

## 主な作業
- 食品加工班（クッキー、マドレーヌ、パン製造）
- リサイクル班（会社の下請け（ボルコン）リサイクル（缶プレスと缶回収）、銅線の被覆剥し）
- ゆったり班
- ゆず班(毎週火、木曜日だけ稼働)